# Rusland op het Eurovisiesongfestival 2007
Rusland nam deel aan het Eurovisiesongfestival 2007 in Helsinki, Finland. Het was de 11de deelname van het land op het Eurovisiesongfestival. Rusland vaardigde de meidengroep Serebro af, die met Song #1 naar Helsinki ging.

## Selectieprocedure
Net zoals het voorbije jaar, koos men deze keer voor een interne selectie.
Op 20 januari 2007 kondigde de omroep C1R aan dat iedereen zich kandidaat kon stellen tot 1 maart.
Op 3 maart 2007 vond er een vergadering plaats om de artiest te kiezen. Echter kwam men er pas 5 dagen later, na een open auditie, uit wie het land mocht vertegenwoordigen namelijk Serebro.
Op 12 maart raakte bekend dat het lied "Song #1" heette.

## In Helsinki
Door de uitstekende prestatie in 2006, was Rusland automatisch toegewezen tot de finale.
Tijdens de finale trad Rusland als 15de van 24 landen aan net na Letland en voor Duitsland. Ze eindigden op de 3de plaats met 207 punten.
Men ontving 3 keer het maximum van de punten.
België en Nederland hadden geen punten over voor deze inzending.

### Gekregen punten

#### Finale
| 12 punten                                          | 10 punten           | 8 punten                                                    | 7 punten                                         | 6 punten                                                                                           |
| -------------------------------------------------- | ------------------- | ----------------------------------------------------------- | ------------------------------------------------ | -------------------------------------------------------------------------------------------------- |
| - Armenië - Estland - Wit-Rusland                  | - Oekraïne          | - Griekenland - Israël - Moldavië - Turkije                 | - Cyprus - Georgië - Letland - Servië            | - Duitsland - Hongarije - Ierland - Litouwen - Malta - Montenegro - Tsjechië - Verenigd Koninkrijk |
| 5 punten                                           | 4 punten            | 3 punten                                                    | 2 punten                                         | 1 punt                                                                                             |
| - Bulgarije - Noord-Macedonië - Noorwegen - Zweden | - Portugal - Spanje | - Andorra - Finland - Kroatië - Polen - Roemenië - Slovenië | - Bosnië en Herzegovina - Denemarken - Frankrijk | - IJsland                                                                                          |

### Punten gegeven door Rusland

#### Halve Finale
Punten gegeven in de halve finale:
| 12 punten | Wit-Rusland |
| 10 punten | Georgië     |
| 8 punten  | Servië      |
| 7 punten  | Turkije     |
| 6 punten  | Moldavië    |
| 5 punten  | Slovenië    |
| 4 punten  | Andorra     |
| 3 punten  | Hongarije   |
| 2 punten  | Letland     |
| 1 punt    | Israël      |

#### Finale
Punten gegeven in de finale:
| 12 punten | Wit-Rusland |
| 10 punten | Armenië     |
| 8 punten  | Oekraïne    |
| 7 punten  | Georgië     |
| 6 punten  | Moldavië    |
| 5 punten  | Servië      |
| 4 punten  | Bulgarije   |
| 3 punten  | Slovenië    |
| 2 punten  | Turkije     |
| 1 punt    | Roemenië    |

1994 · 1995 · 1996 · 1997 · 1998-1999 · 2000 · 2001 · 2002 · 2003 · 2004 · 2005 · 2006 · 2007 · 2008 · 2009 · 2010 · 2011 · 2012 · 2013 · 2014 · 2015 · 2016 · 2017 · 2018 · 2019 · 2020 · 2021 · 2022-2025